# Indian Summer (Lied)
Indian Summer ist ein Lied der US-amerikanischen Rockband The Doors.

## Produktion
Der Text des Liedes stammt von Jim Morrison, die Musik von Morrison und Robby Krieger, die Aufnahme wurde von Paul A. Rothchild produziert. Morrison komponierte das Lied schon 1965 und widmete es seiner langjährigen Freundin Pamela Courson.

## Geschichte
Indian Summer wurde am 2. September 1965 aufgenommen, wurde aber nicht auf der Demoplatte verwendet. Im August 1966 wurde das Lied dann erneut aufgenommen. Es wurde erst 1970 auf dem Album Morrison Hotel veröffentlicht.
Inspiriert wurde das Lied von einem Autounfall in der Wüste, den Jim Morrison im Alter von vier Jahren erlebt hatte, als seine Familie auf dem Weg nach New Mexico war. Eine Familie amerikanischer Ureinwohner wurde dabei verletzt und möglicherweise getötet.
Das Lied wurde von den Doors nie live gespielt.